# Коста Стоянов (хирург)
Вижте пояснителната страница за други личности с името Коста Стоянов.
Коста (Константин) Ангелов Стоянов е български офицер, генерал-майор, професор и военен хирург.

## Биография
Роден е на 19 април 1904 г. или на 14 май в монтанското село Гаврил Геново в семейството на дееца на БКП Ангел Стоянов. Член е на БКМС от 1919 г., а от 1931 г. и на ВКП (б). Взема участие в Септемврийското въстание. Родителите му емигрират в СССР, където през 1929 г. Стоянов завършва медицински институт. През април 1932 г. започва работа в Хабаровск, а от там е прехвърлен в новостроящия се тогава град Комсомолск на Амур. Стоянов е един от първите строители на града и един от първите лекари там. В Комсомолск полага доста грижи за работниците, заболели от върлуващите тогава тиф, скорбут и кокоша слепота. От 1933 г. е ординатор в Първи московски медицински институт, а по-късно е асистент там. От 1938 до 1945 г. е на експедиция в далечния север. От 1945 г. е член на БКП. Завръща се в България през 1945 г. и постъпва на работа като началник на хирургично отделение в Транспортна болница в София. В периода 1948 – 1965 г. е главен хирург на българската народна армия. От 1950 до 1953 г. е началник на общовойсковата болница на армията. Между 1951 и 1952 г. е директор на правителствената поликлиника. От 21 септември 1950 г. е генерал-майор. Стоянов е първия лекар в България, който оперира вроден порок на сърцето през 1950 г. Пет години по-късно оперира друг болен с придобит порок. Умира на 20 ноември 1965 г. в София. Клиниката по хирургия в УМБАЛ „Царица Йоанна – ИСУЛ“ е наречена на негово име. На 11 юни 2014 г. в Комсомолск е поставена негова мемориална плоча.